# Cleto Bellucci
Cleto Bellucci (* 23. April 1921 in Ancona; † 7. März 2013 in Torre di Palme) war ein italienischer Geistlicher und Erzbischof von Fermo.

## Leben
Cleto Bellucci empfing am 27. Januar 1946 die Priesterweihe.
Papst Paul VI. ernannte ihn am 15. März 1969 zum Titularbischof von Melzi und zum Weihbischof in Tarent. Der Kardinalpräfekt der Kongregation für die Bischöfe, Carlo Kardinal Confalonieri, spendete ihm am 14. Mai desselben Jahres die Bischofsweihe; Mitkonsekratoren waren Loris Francesco Capovilla, Bischof von Chieti, und Guglielmo Motolese, Erzbischof von Tarent. 
Zur Unterstützung Norberto Perinis wurde er am 9. Juli 1973 zum Koadjutorerzbischof von Fermo ernannt und am 21. Juni 1976 folgte er diesem als Erzbischof von Fermo nach. Am 18. Juni 1997 nahm Papst Johannes Paul II. seinen altersbedingten Rücktritt an.
Bellucci war langjähriger Präsident der Kommission für das kirchliche Kulturerbe der regionalen Bischofskonferenz von Marken. 
Cleto Bellucci war Großoffizier des Ritterorden vom Heiligen Grab zu Jerusalem und langjähriger Prior der Ordensprovinz Marken.